# Pernell McPhee
Pernell McPhee (nacido el 17 de diciembre de 1988 en Orlando, Florida) es un jugador de fútbol americano que ocupa la posición de outside linebacker y actualmente es agente libre de la National Football League (NFL).

## Carrera universitaria
McPhee jugó en la Universidad Estatal de Mississippi. Fue seleccionado al primer equipo All-SEC en su tercer año universitario.
En su último año, terminó la temporada con 56 tacleadas y cinco capturas. Fue nombrado dos veces liniero defensivo de la semana durante la temporada.

## Carrera profesional

### Baltimore Ravens
McPhee fue seleccionado en la quinta ronda (165ª selección global) por los Baltimore Ravens en el Draft de la NFL de 2011. McPhee registró seis capturas como novato en el año 2011, además de 23 tacleadas y un balón suelto forzado en los 16 partidos de temporada regular que jugó.
El 3 de febrero de 2013, los Ravens derrotaron a los San Francisco 49ers en la final del Super Bowl XLVII por 34-31.

### Chicago Bears
El 10 de marzo de 2015, McPhee firmó un contrato de cinco años con los Chicago Bears. El 27 de septiembre, McPhee logró dos capturas consecutivas en una derrota 26-0 ante los Seattle Seahawks. En la temporada 2015, lideró al equipo con 18 tacleos de mariscal de campo.
McPhee comenzó la temporada 2016 en la lista de inactivos con una lesión en la rodilla. Fue activado el 20 de octubre de 2016. En 2017, McPhee jugó en 13 partidos con cinco titularidades antes de sufrir una lesión en el hombro en la Semana 15. Fue colocado en la lista de reservas lesionados el 20 de diciembre de 2017. El 26 de febrero de 2018, McPhee fue puesto en libertad.

### Washington Redskins
El 26 de marzo de 2018, McPhee firmó un contrato por un año y $1.8 millones con los Washington Redskins.

### Baltimore Ravens (segundo período)
El 17 de mayo de 2019, McPhee firmó con los Baltimore Ravens. Fue colocado en la lista de reservas de lesionados el 21 de octubre de 2019 con una lesión en el tríceps.
El 12 de mayo de 2020, McPhee volvió a firmar con los Ravens. Jugó 15 encuentros donde registró 34 tacleadas y tres capturas. Extendió su contrato con los Ravens para la temporada 2021, donde jugó 10 encuentros y registró 14 tacleadas y una captura.

## Estadísticas generales
| Año   | Equipo | Juegos | Juegos | Tacleadas | Tacleadas | Tacleadas | Tacleadas | Intercepciones | Intercepciones | Intercepciones | Intercepciones | Intercepciones | Intercepciones | Balones sueltos | Balones sueltos | Balones sueltos | Balones sueltos |
| Año   | Equipo | GP     | GS     | Comb      | Total     | Ast       | Sck       | PDef           | Int            | Yds            | Avg            | Lng            | TDs            | FF              | FR              | Yds             | TDs             |
| ----- | ------ | ------ | ------ | --------- | --------- | --------- | --------- | -------------- | -------------- | -------------- | -------------- | -------------- | -------------- | --------------- | --------------- | --------------- | --------------- |
| 2011  | BAL    | 16     | 0      | 23        | 16        | 7         | 6.0       | 2              | --             | --             | --             | --             | --             | 1               | 1               | 0               | 0               |
| 2012  | BAL    | 12     | 6      | 21        | 18        | 3         | 1.5       | 0              | --             | --             | --             | --             | --             | 0               | 0               | --              | --              |
| 2013  | BAL    | 16     | 0      | 21        | 13        | 8         | 2.0       | 1              | --             | --             | --             | --             | --             | 1               | 0               | --              | --              |
| 2014  | BAL    | 16     | 0      | 27        | 17        | 10        | 7.5       | 4              | --             | --             | --             | --             | --             | 1               | 0               | --              | --              |
| 2015  | CHI    | 14     | 12     | 53        | 42        | 11        | 6.0       | 3              | 1              | 13             | 13.0           | 13             | 0              | 1               | 0               | --              | --              |
| 2016  | CHI    | 9      | 0      | 16        | 13        | 3         | 4.0       | 0              | --             | --             | --             | --             | --             | 1               | 0               | --              | --              |
| 2017  | CHI    | 13     | 5      | 21        | 20        | 1         | 4.0       | 2              | --             | --             | --             | --             | --             | 1               | 0               | --              | --              |
| 2018  | WAS    | 13     | 0      | 11        | 8         | 3         | 0.0       | 2              | --             | --             | --             | --             | --             | 0               | 1               | 24              | 0               |
| 2019  | BAL    | 7      | 7      | 19        | 17        | 2         | 3.0       | 1              | --             | --             | --             | --             | --             | 0               | 0               | --              | --              |
| 2020  | BAL    | 15     | 13     | 34        | 26        | 8         | 3.0       | 1              | --             | --             | --             | --             | --             | 0               | 0               | --              | --              |
| 2021  | BAL    | 10     | 0      | 14        | 11        | 3         | 1.0       | 0              | --             | --             | --             | --             | --             | 0               | 0               | --              | --              |
| Total | Total  | 141    | 43     | 260       | 201       | 59        | 38.0      | 16             | 1              | 13             | 13.0           | 13             | 0              | 6               | 2               | 24              | 0               |

Fuente: Pro-Football-Reference.com